# Anolis terraealtae
Espèce
Synonymes
- Ctenonotus terraealtae (Barbour, 1915)

L’Anolis des Saintes (Anolis terraealtae) est une espèce de sauriens de la famille des Dactyloidae.

## Répartition
Cette espèce est endémique des îles des Saintes en Guadeloupe. Elle se rencontre sur Terre-de-Haut, le Grand-Îlet et l'îlet à Cabrit.

## Description
Ctenonotus terraealtae mesure, queue non comprise, jusqu'à 80 mm pour les mâles et jusqu'à 54 mm pour les femelles.

## Étymologie
Cette espèce est nommée en référence au lieu de sa découverte, Terre-de-Haut.

## Publication originale
- Barbour, 1915 : Recent notes regarding West Indian reptiles and amphibians. Proceedings of the Biological Society of Washington, vol. 28, p. 71-78 (texte intégral).